# Первомайская улица (Салават)
Первомайская улица (башк. Первомайский урамы) — центральная и главная улица города Салавата, одна из первых в городе.

## История
Застройка улицы началась в 1950-х годах как главной улицы Салавата.
На въезде в город на Первомайской улице стоит стела Салавату Юлаеву, изображённому на коне. Ранее, примерно до 90-х годов, на этом месте, немного западнее, находилась скульптурная группа "Космос". А на месте нынешней автозаправки - автовокзал, позднее - платная автостоянка.
Улица застроена в основном кирпичными двухэтажными домами. В начале улицы в 1950-годах были построены бараки, которые позднее были снесены и на их месте построены современные девятиэтажные дома. На улице располагались основные магазины города. Со строительством улицы Ленина Первомайская улица потеряла статус центральной улицы города.
Часть улицы от площади Комсомольская до площади Ленина в 50-60-е годы называлась «бродом» (от американского Бродвея). На этой улице по вечерам собиралась и знакомилась молодёжь Салавата. В настоящее время эта часть улицы замощена тротуарной плиткой.
В 50-70 года в центральной части улицы была пешходная часть с многочисленными скамейками. После замены деревьев (тополя заменили на липы) и укладки водопроводных труб пешеходная часть была уничтожена. Левая проезжая часть улицы была сделана пешеходной.
По программе переселения из ветхого жилого фонда на Первомайской улице подлежит сносу дом № 36.
В 2013 году телекомпанией Салават был снят и показан по телевидению документальный фильм о Первомайской улице.

## Трасса

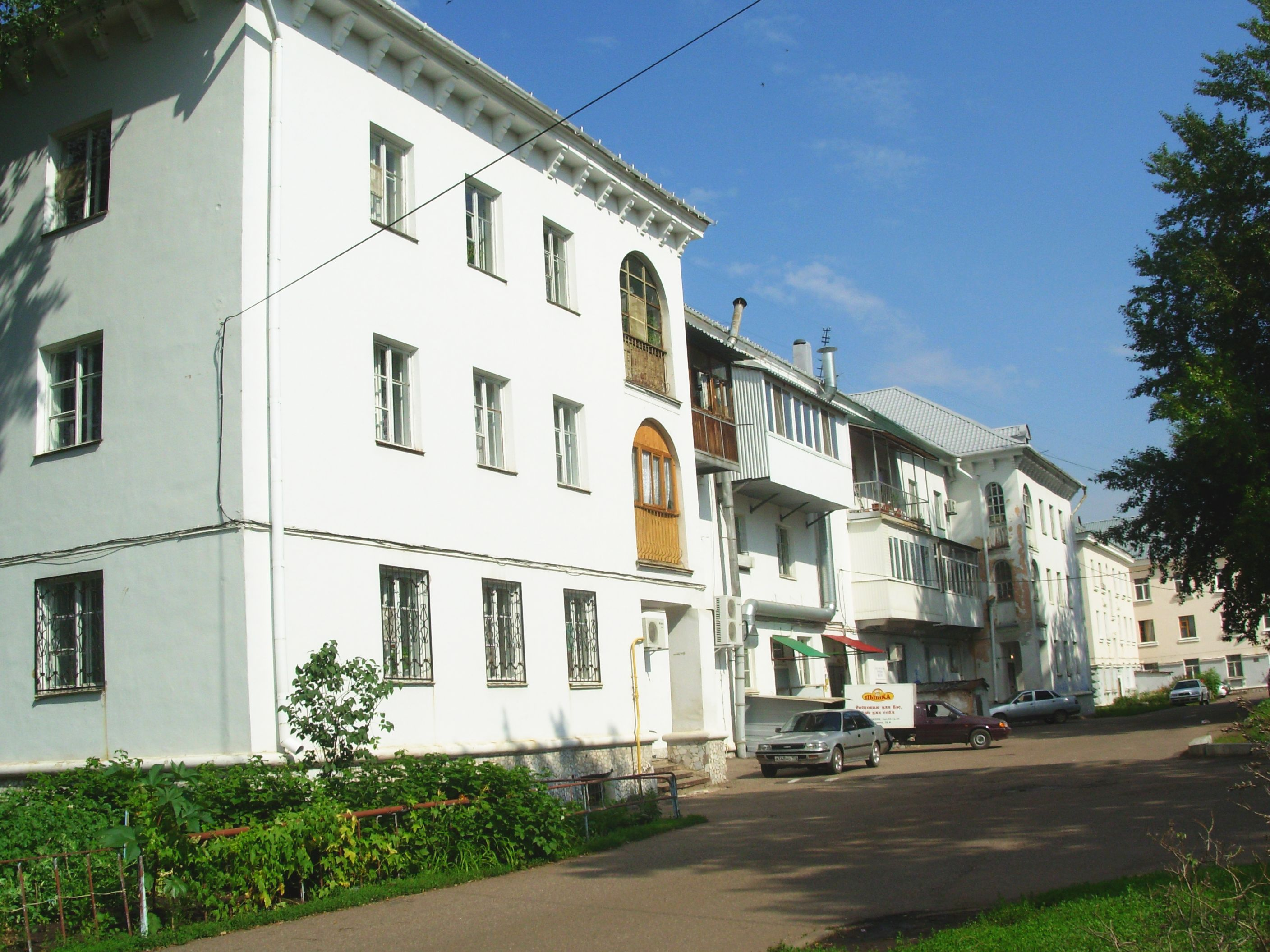
Во дворе Первомайской улицы

Первомайская улица начинается от площади Ленина (улица Гагарина) и заканчивается на улице Нуриманова. Пересекает бульвар Матросова, улицы Горького, Богдана Хмельницкого, Строителей, Северную, Комсомольскую площадь и на выезде из города заканчивается пересечением с улицей Нуриманова.

## Транспорт
По Первомайской улице ходят маршрутные такси и автобусы автоколонны № 1375 и иных коммерческих перевозчиков:
- № 1
- № 5
- № 6
- № 31

## Примечательные здания и сооружения
- Памятник — Салават Юлаев на коне.
- д. 1 — гостиница «Урал»
- д. 3 — Картинная галерея
- д. 4 — в доме в 1950-80 годах находился магазин «Мелодия» по продаже телевизоров, радиодеталей, грампластинок, радиоприемников, музыкальных товаров — гитар, баянов.
- д. 5 — Салаватский краеведческий музей, в 50-60 годах здесь был магазин учебных пособий.
- д. 6 — в доме в 1950-60-х годах располагался магазин «Книги», потом на его месте — методический отдел Гороно, потом — магазин «Одежда».
- д. 8 — хозтовары

- ПТУ № 19
- д. 17 — сбербанк
- д. 21/10 — детская библиотека

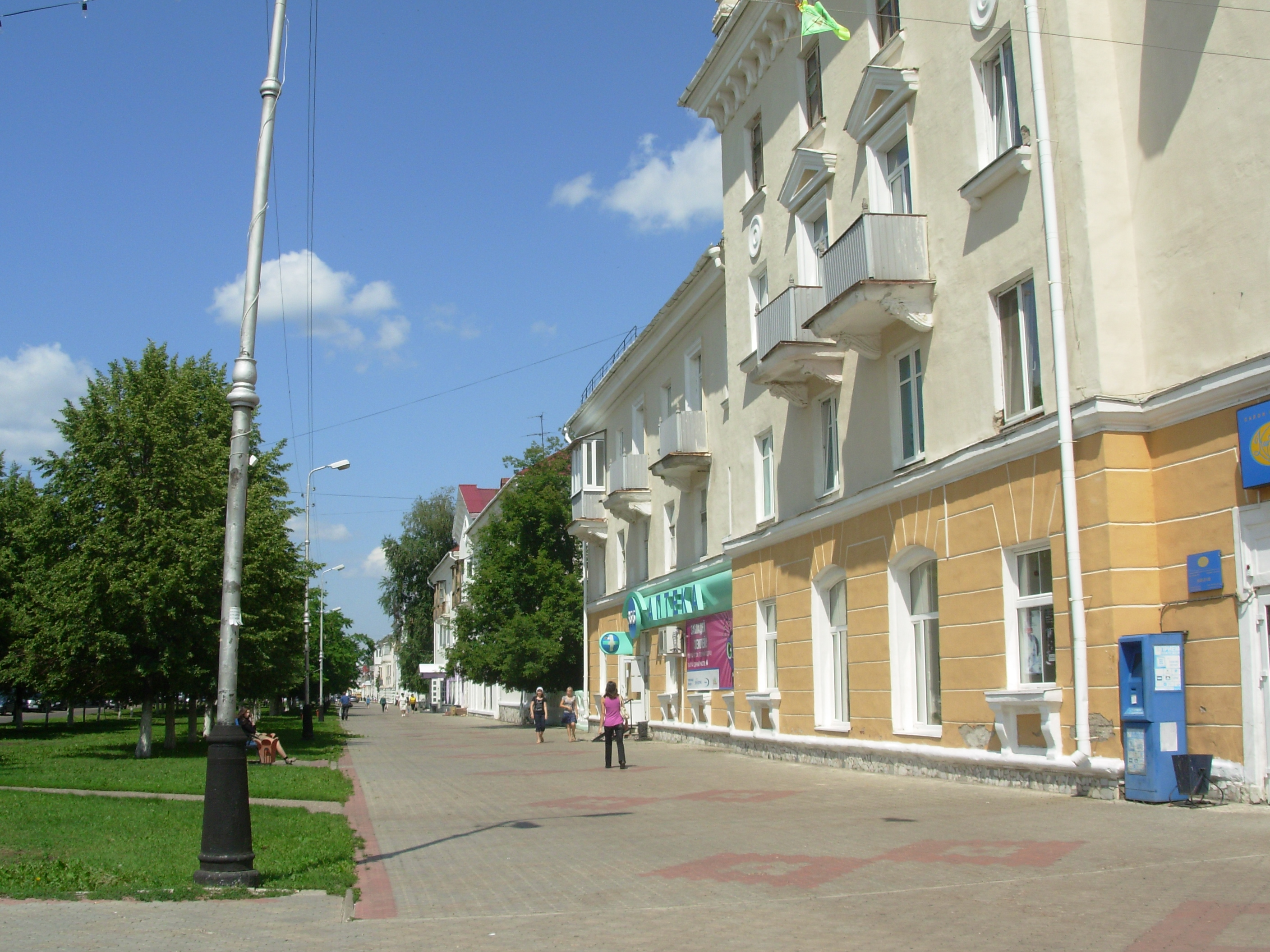
<На улице Первомайская

- д. 9/20 — парикмахерская, продуктовый магазин
- д. 31/11 — продуктовый магазин

## Примечания

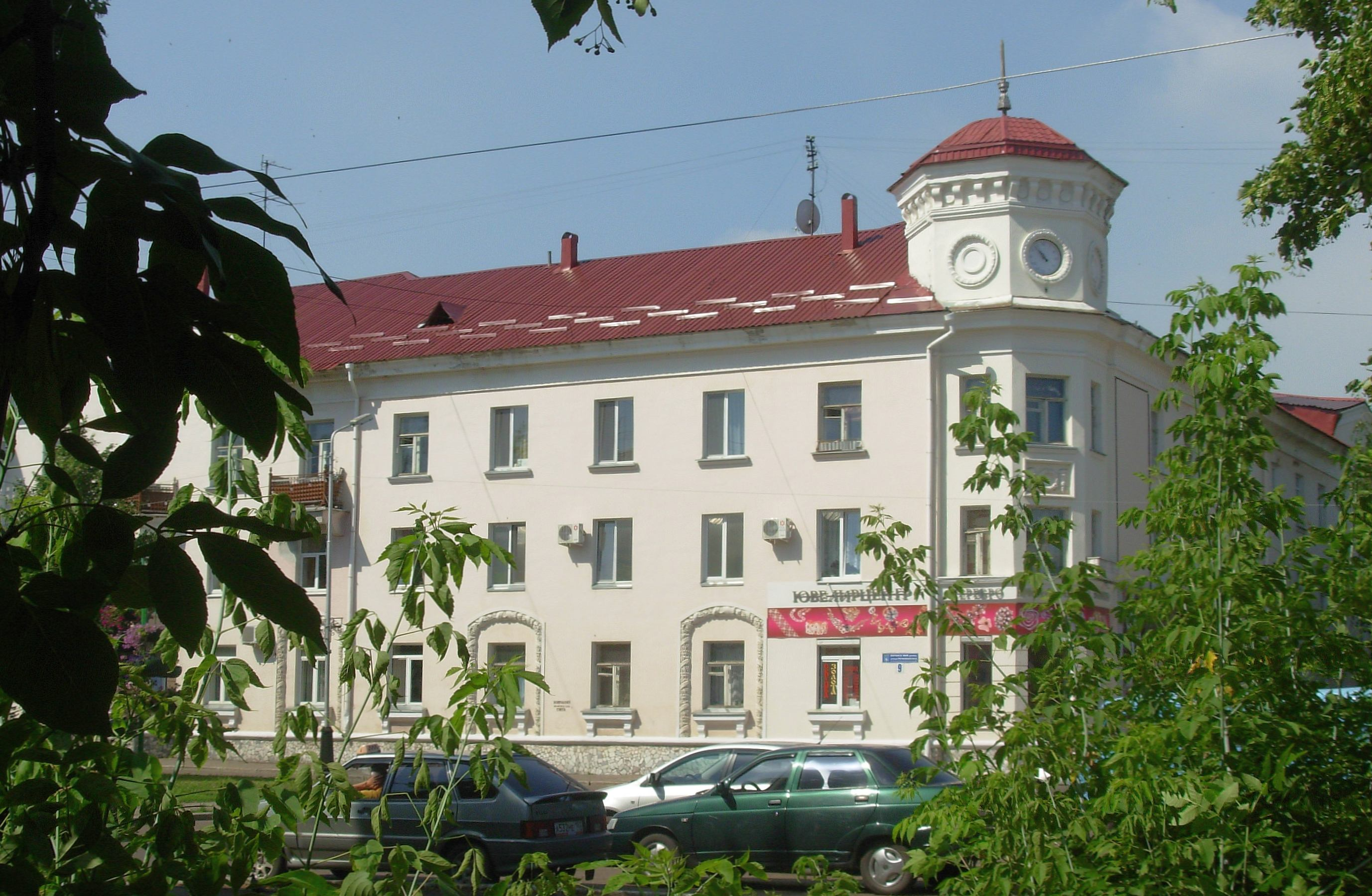
На пересечении улицы Первомайская и Матросова

### Памятники
- Памятная стела[4] в честь награждения комсомольцев Салавата орденом Трудового красного знамени.